# Arnea (Gemeindebezirk)
Arnea (griechisch Αρναία; (f. sg.)) ist einer der drei Gemeindebezirke der griechischen Gemeinde Aristotelis im Regionalbezirk Chalkidiki der Region Zentralmakedonien. Arnea entstand als eigenständige Gemeinde 1997 im Rahmen der griechischen Kommunalverwaltungsreform Schedio Kapodistrias aus der Zusammenlegung der bis dato selbständigen Gemeinden Arnea, Varvara, Stanos, Neochori und Paleochori.
Zur Gliederung in Ortschaften und Siedlungen siehe Aristotelis#Gemeindegliederung.